# Schenella microspora
Schenella microspora är en svampart som beskrevs av G.W. Martin 1962. Schenella microspora ingår i släktet Schenella och familjen jordstjärnor.   Inga underarter finns listade i Catalogue of Life.